# Cengiz Biçer
Cengiz Biçer (* 11. Dezember 1987 in Grabs, Schweiz) ist ein Liechtensteiner Fussballtorhüter.

## Vereine
Cengiz Biçer spielte in seinen Jugendjahren beim USV Eschen-Mauren, ehe er 2007 von seinem Verein in die erste Mannschaft befördert wurde. 2008 wechselte er in die Türkei zu Samsunspor. Zwei Jahre später wechselte Cengiz dann zum Ligakonkurrenten Mersin İdman Yurdu. Sein Debüt in der türkischen Süper Lig feierte er am 30. März 2012 im Spiel gegen Kardemir Karabükspor.
Im Sommer 2014 wechselte Biçer zu Göztepe Izmir in die TFF 2. Lig, mit denen er direkt die Meisterschaft gewann und in die TFF 1. Lig aufstieg. Im Sommer 2016 wechselte er zwar erst zum Viertligisten Yomraspor, verliess diesen aber noch innerhalb der Transferperiode. Anschliessend spielte er für Kastamonuspor und seit 2018 ist der Torhüter bei Gümüşhanespor aktiv.

## Nationalmannschaft
Cengiz Biçer absolvierte von 2010 bis 2015 insgesamt elf Partien für die  liechtensteinische A-Nationalmannschaft.

## Erfolg
Mit Mersin İdman Yurdu
- Meister der TFF 1. Lig und Aufstieg in die Süper Lig: 2010/11

Mit Göztepe Izmir
- Meister der TFF 2. Lig und Aufstieg in die TFF 1. Lig: 2014/15